# 吴业苗
吴业苗（1966年10月—），安徽庐江人，南京师范大学教授。

## 生平
1987年本科毕业于安徽师范大学，2003年硕士毕业于河海大学，2009年博士毕业于南京师范大学。现任南京师范大学公共管理学院教授。

## 学术贡献
主要从事民生政治与公共服务、中国政府与城乡基层治理、城乡融合发展与一体化治理等研究工作。主持国家社科基金重点项目、国家社科基金一般项目、国家社科基金后期资助项目等研究项目多个，发表论文70余篇。研究成果曾获江苏省哲学社会科学优秀成果二等奖、费孝通田野调查优秀奖等，专著《人的城镇化研究》入选2019年度国家哲学社会科学成果文库。

## 著作
- 《演进与偏离：农民经济合作及其组织化研究》（2011年，南京师范大学出版社）
- 《城乡公共服务一体化的理论与实践》（2013年，社会科学文献出版社）
- 《农村社区化服务与治理》（2018年，社会科学文献出版社）
- 《人的城镇化研究》（2021年，社会科学文献出版社）
- 《美好生活视域下乡村民生改善研究》（2023年，北京大学出版社）